# Stage Dolls
Stage Dolls — норвежская рок-группа из Тронхейма.

## История
В 1982 году Эрленд Антонсен и Терье Сторли работали в клубах Тронхейма и окрестностей со своей группой Hot Lips. Нуждаясь в гитаристе они позвали на это место Торстейна Флакне, бывшего участника популярной в подростковой среде Норвегии группы The Kids. Летом и осенью 1982 года трио приступило к активным репетициям и выступлениям в регионе. В январе 1983 года формация получила своё современное имя Stage Dolls.
Поначалу первые демозаписи не удавалось пристроить ни на одну звукозаписывающую компанию. Все они отклонялись с вердиктами, что звук слишком тяжёл, а формат трио не жизнеспособен. Поэтому свой запись своего первого альбома музыканты решили профинансировать самостоятельно. Записанная в тронхеймской студии Nidaros и спродюсированная Бьёрном Нессьё работа была разослана ряду фирм. Единственным позитивным откликом была реакция норвежского представительства Polydor Records в Осло. В качестве основного недостатка было указано на отсутствие пробивного хит-сингла. После чего Флакне написал «Soldier's Gun». Контракт был заключён. Дополнительный всплеск интереса к группе привлёк тур по стране в декабре 1984 года, на котором Stage Dolls выступали на разогреве у более популярных друзей из TNT. А в январе 1985 года вышел дебютный диск, разойдясь тиражом около 20 000 экземпляров.
В 1985 году произошло и первое изменение состава группы. На смену ударнику Эрленду Антонсену пришёл Стейнар Крокстад — старый знакомый Терье Сторли, с которым они играли ещё в 1975 году.
Запись их следующего диска началась осенью 1985 года. Продюсером выступал всё тот же Бьёрн Нессьё. Клавишные партии исполнил Бриньюльф Бликс. Альбом «Commandos» достигнул  8-й строчки национального хит-парада. Для американского рынка диск выпускала Chrysalis Records, где титульная песня имела определённый успех в эфире студенческого радио. В том же году фронтмен Торстейн Флакне и барабанщик Стейнар Крокстад приняли участие в записи кавер-группы вокалиста Asia Джона Пэйна C.C.C.P.
Весь 1987 год прошёл в дороге, предоставив время для похода в студию только осенью. Третья работа группы одноимённого с ней названия стала и наиболее успешной. В Норвегии альбом закрепился на вершине хит-парадов, удостоившись платинового статуса. Успех сопутствовал и в остальной Европе и в США, где сингл с этого диска «Love Cries» достиг 46-й позиции Billboard Singles Charts. Вторым синглом вышедшим в Америке стал «Still in Love». Тогда же последовало турне группы, в котором наряду с сольными концертами были и выступления с такими коллективами как Faster Pussycat, Warrant и Blue Murder.
Вернувшись в Европу в 1990 году они приступили к записи своего четвёртого диска. Назвали его «Stripped» (с англ. — «Обнажённый»), поскольку музыканты стремились сделать звук альбома более открытым, привнеся в него больше воздуха. Песни писались в соавторстве с известным американским песенником Марком Спиро и под присмотром американского же продюсера Рона Невисона. Мощная поддержка диска выразилась в видеоклипе на песню «Love Don't Bother Me», в котором снялись норвежская обладательница титула Мисс Вселенная Мона Грудт и супермодель Кейт Мосс. Раскрутка «Stripped» продолжилась в совместных с Mr. Big европейских гастролях, однако барабанщик группы, Стейнар Крокстад, один из основных творцов саунда группы решил оставить Stage Dolls. На поиски замены ушло время и в 1993 году, подводя итог десятилетию творчества, ансамбль решил отметить выпуском сборника «Stories We Could Tell». Он вобрал в себя лучшие композиции и четыре нереализованных до сих пор трека — кавер-версию Уоррена Зевона «Lawyers, Guns and Money», «Hard to Say Goodbye» Торстейна Флакне, ставшую новым хитом группы, «Love» и «Loadin' up». В Норвегии диск стал золотым дважды.
Флакне всегда писал больше песен, чем требовалось группе, ряд из которых способствовал успеху других норвежских и шведских коллективов, таких как Tin Drum и Sha-Boom. Его перу принадлежит официальный гимн футбольного клуба Русенборг (Тронхейм). В 90-х он продолжил подобную практику, среди прочих исполнителей его песен выделяются Мортен Харкет из A-ha и датская певица Санне Саломонсен. В 1995 году Торстейн Флакне собрал песни стилистически отличавшиеся от привычного саунда группы более мягким звучанием на своём сольном альбоме «Shoot the Moon».
Следующий диск Stage Dolls был реализован в 1997 году и назывался «Dig». Он продемонстрировал возможности нового ударника группы Мортена Скогстада. Отправившись в том же году турне, музыканты решили в 1998-м взять отпуск. Перерыв длился до конца 1999 года, когда Stage Dolls дали ряд акустических концертов в Тронхейме и окраинах, имевших шумный успех. В течение 2000 и 2001 годов, ансамбль продолжал такие выступления по всей территории Норвегии. В декабре 2002 года норвежское подразделение Universal Records выпустило в свет двухдисковое собрание ремастированных хитов группы «Good Times - The Essential Stage Dolls». В местном TOP 10 альбом находился восемь недель, добравшись максимально до 2-й строчки. Общие продажи в стране позволили присвоить ему платиновый статус.
На Рождество 2003 года трио приступило к репетициям своего нового диска. В течение января 2004 года большинство песен было создано. К началу февраля 2004 года всё было готово к записи. Она проходила в студии Nidaros, в которой писались их альбомы 1980-х годов. Альбом, продюсером которого выступал Ронни Викмарк, был выпущен 24 мая 2004 года и был тепло встречен поклонниками группы и прессой, получив позитивные отзывы в специализированных изданиях. Весь год прошёл в непрерывных гастролях по стране. Записи с концерта в Тронхейме, посвященного двадцатилетнему юбилею группы, легли в основу её первого концертного альбома.
В течение 2008 года поступала информация о подготовке очередной работы. Записи пластинки под рабочим названием «Time Machine» проходили в родном Тронхейме, а также в Сан-Диего и Нью-Йорке. Продюсером был тот же Ронни Викмарк. Выпуск диска, которому в итоге было дано имя «Always», анонсирован на 4 января 2010 года.

## Состав группы

### Нынешний состав
- Торстейн Флакне — вокал, гитара (1983—настоящее время)
- Терье Сторли — бас-гитара (1983—настоящее время)
- Мортен Скогстад — ударные (1993—настоящее время)

### Бывшие участники
- Эрленд Антонсен — ударные (1983—1985)
- Стейнар Крокстад — ударные (1985—1993)

## Дискография
- 1985 — Soldier's Gun
- 1986 — Commandos
- 1988 — Stage Dolls
- 1991 — Stripped
- 1993 — Stories We Could Tell (компиляция)
- 1997 — Dig
- 2002 — Good Times - The Essential Stage Dolls (2 CD) (компиляция)
- 2004 — Get a Life
- 2005 — Get a Live - live CD + bonus DVD
- 2010 — Always